# 24-Stunden-Rennen von Le Mans 1952

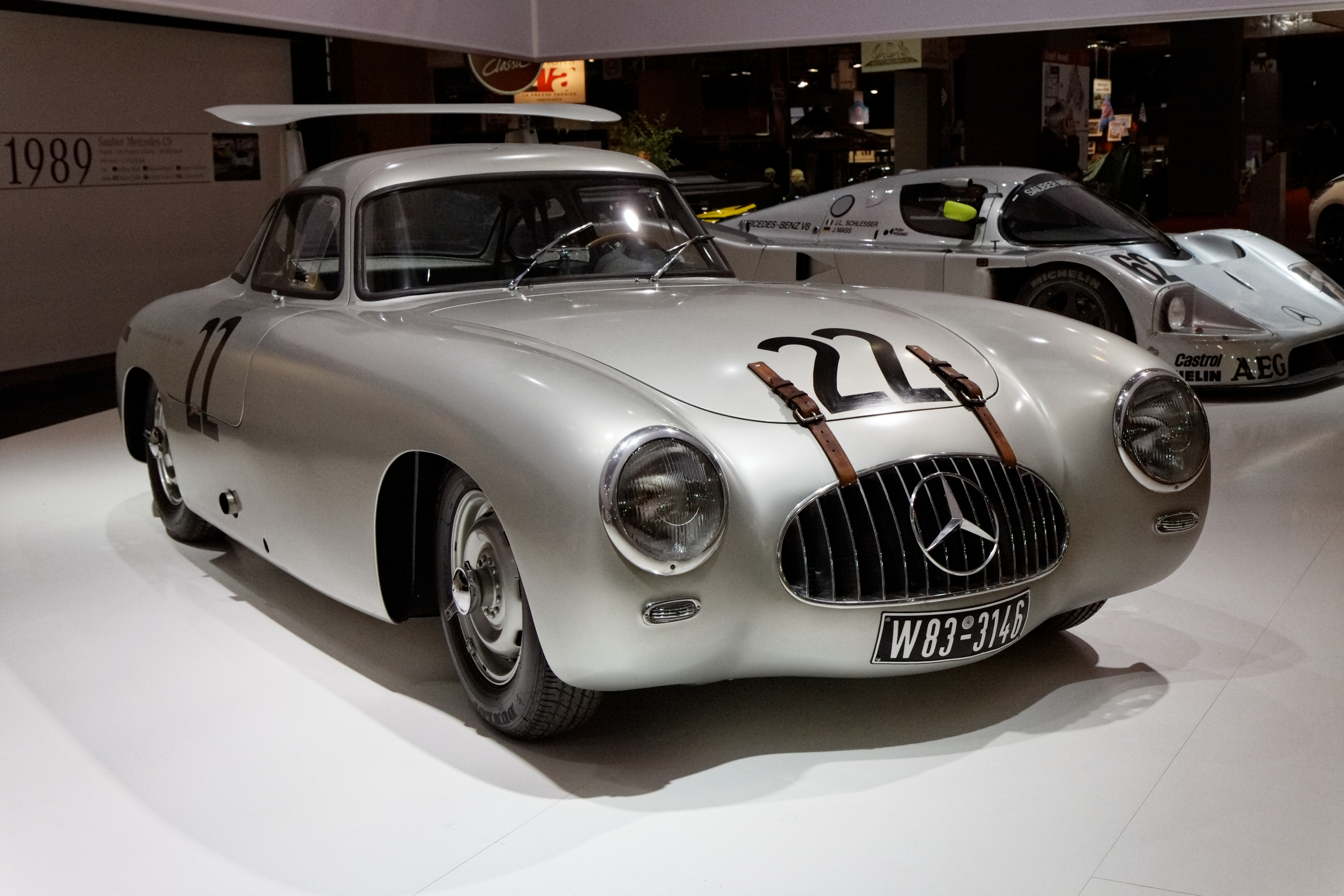
Mercedes-Benz 300 SL mit der Fahrgestellnummer 194 010-0008/52 (der Heckflügel am Dach kam in Le Mans nicht zum Einsatz). Karl Kling und Hans Klenk fielen damit nach Elektrikdefekt aus. Bei der Carrera Panamerican 1952 hatte das Fahrzeug die Startnummer 4 und war dort der Siegerwagen

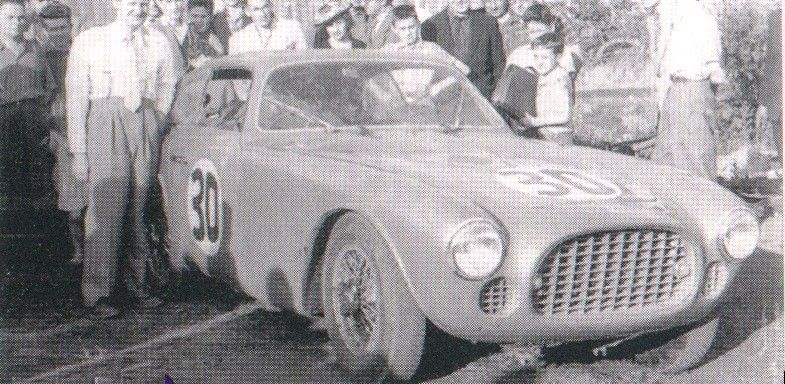
Ferrari 225S Berlinetta von Pierre Boncompagni und Tom Cole vor dem Rennen. Ausfall durch Zündungsschaden

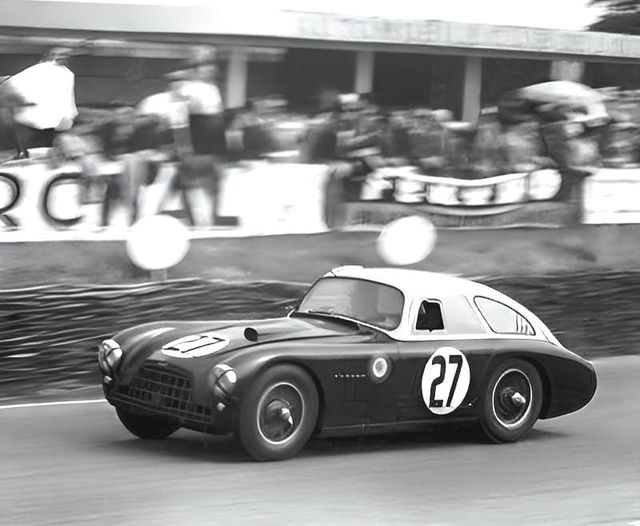
Der früh ausgefallene Aston Martin DB3 von Reginald Parnell und Eric Thompson

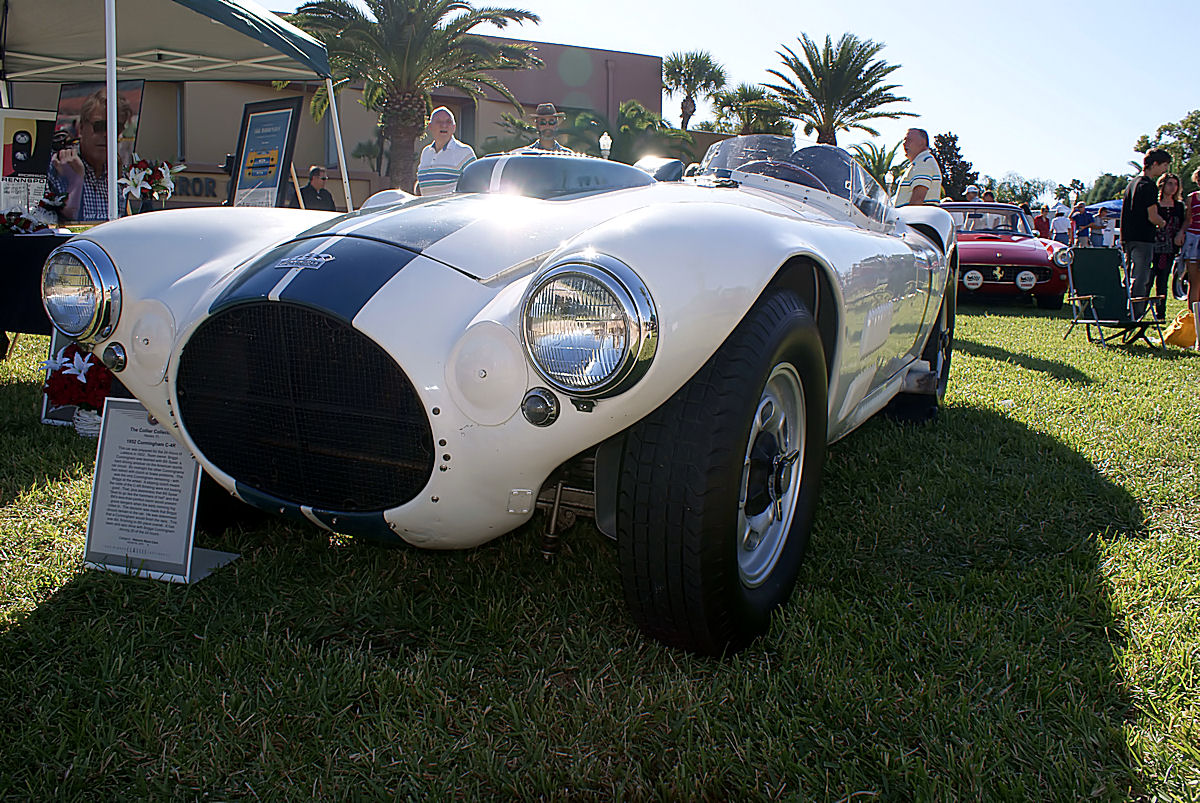
Cunningham C4-R (Fahrgestell R5216), 4. Gesamtrang für Briggs Cunningham und Bill Spear

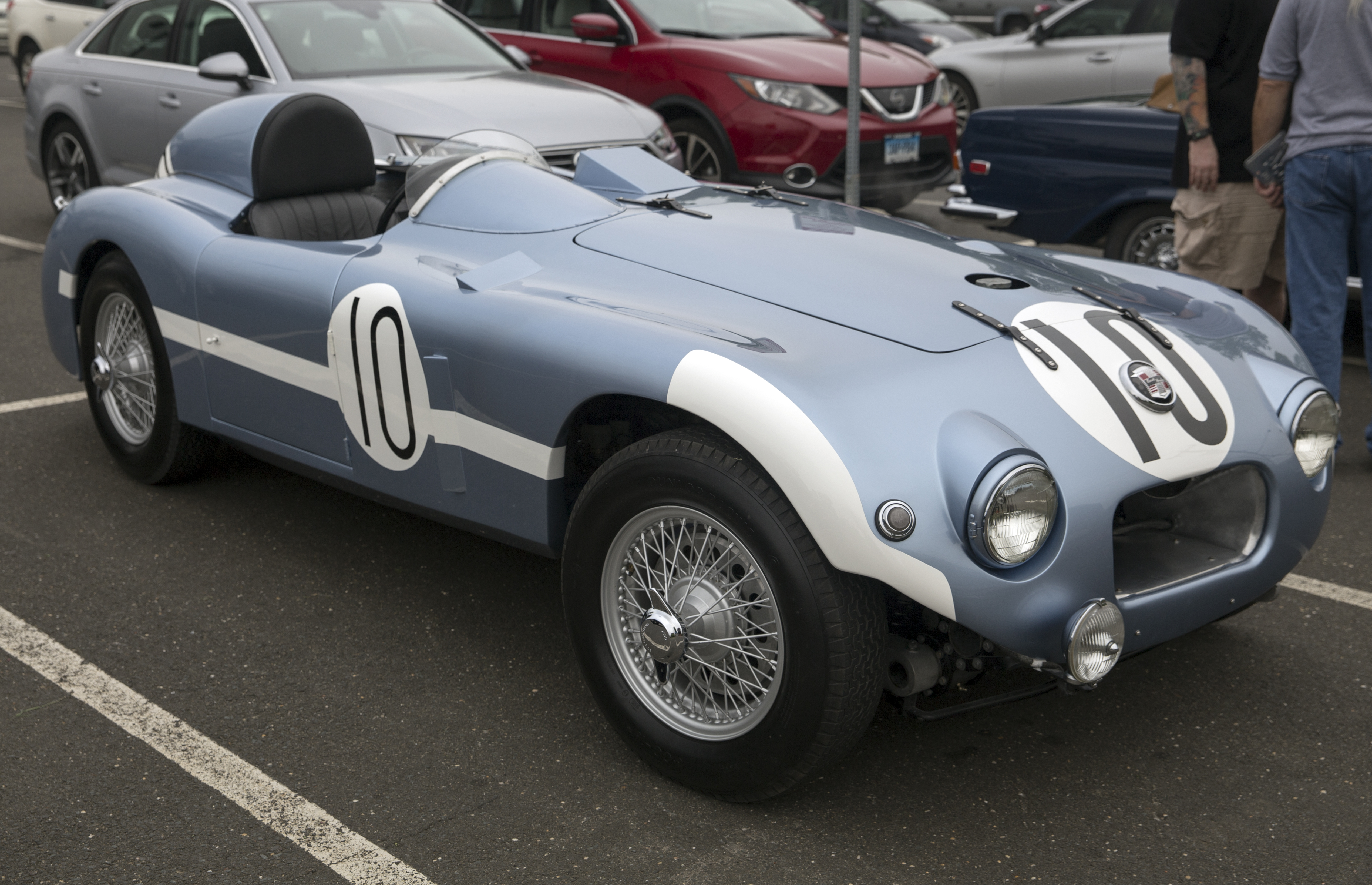
Der drittplatzierte Nash-Healey Competition Roadster X von Leslie Johnson und Tommy Wisdom

Das 20. 24-Stunden-Rennen von Le Mans, der 20e Grand Prix d’Endurance les 24 Heures du Mans, auch 24 Heures du Mans, Circuit de la Sarthe, Le Mans, fand vom 14. bis 15. Juni 1952 auf dem Circuit des 24 Heures statt.

## Das Rennen

### Mercedes-Benz und Porsche
1952 kehrte Mercedes-Benz nach 22 Jahren Abwesenheit zum 24-Stunden-Rennen zurück. Das letzte Mal war 1931 ein Mercedes-Benz-Rennwagen in Le Mans am Start gewesen, als Henri Stoffel und Boris Iwanowski auf einem Mercedes-Benz SSK den zweiten Gesamtrang belegten.
Das Antreten von Mercedes-Benz löste in der französischen Presse ein weit größeres – zum Teil negatives – Echo aus als die Teilnahme von Porsche im Jahr davor. Im Gegensatz zu der damals noch kleinen, vielen auch noch weitgehend unbekannten Marke Porsche war Mercedes-Benz ein etabliertes Unternehmen, und sieben Jahre nach dem Ende des Zweiten Weltkriegs waren viele Franzosen gegen den Start deutscher Wagen bei diesem Langstreckenrennen. Im Unterschied zu Porsche, die auch 1952 auf eine französische Fahrerpaarung setzte, verpflichtete Mercedes-Benz-Rennleiter Alfred Neubauer ausschließlich deutsche Rennfahrer, was dem Unmut erst Recht Vorschub leistete. Der Vorkriegs-Grand-Prix-Pilot Hermann Lang, der 1939, wenn auch nur inoffiziell, zum letzten Europameister vor dem Krieg erklärt wurde, teilte sich einen Mercedes-Benz 300 SL mit Fritz Riess. Den zweiten 300 SL teilten sich Theo Helfrich und Helmut Niedermayr. Einen dritten Mercedes-Sportwagen pilotierten Karl Kling, der 1948 und 1949 auf einem Veritas deutscher Sportwagenmeister geworden war, und Hans Klenk. Auf diesem Fahrzeug wurde im Training auf dem Dach eine Luftbremse montiert, die den Bremsvorgang unterstützen sollte. Kling ließ diesen Flügel vor dem Rennen aber wieder demontieren, da er auf der Geraden durch das voluminöse Teil auf dem Dach zu viel an Höchstgeschwindigkeit verlor.
Porsche vertraute wieder auf die 356-Coupés. Zu Auguste Veuillet und Edmond Mouche kamen der spätere Porsche-Rennleiter Huschke von Hanstein und Petermax Müller ins Team.

### Ferrari
Die Veranstaltung 1952 war auch für Ferrari ein historisches Rennen. Die roten Fahrzeuge aus Maranello waren zwar seit der Wiederaufnahme des Rennens 1949 an der Sarthe am Start, in diesem Jahr kamen jedoch erstmals die Wagen des Werksteams zum Einsatz. Für Alberto Ascari und Luigi Villoresi wurde die 250 Sport Experimental Berlinetta vorbereitet, ein 900-kg-Leichtbau-Coupé, das von Vignale karossiert wurde und dessen 3-Liter-12-Zylinder-Motor 230 PS leistete. Wenige Wochen vor Le Mans hatte Giovanni Bracco mit diesem Coupé, nach einer dramatischen Aufholjagd, die Mille Miglia mit vier Minuten Vorsprung auf Kling im 300 SL gewonnen. Den zweiten Werkswagen, einen 225S Berlinetta, fuhren der Franzose Pierre Boncompagni und der US-Amerikaner Tom Cole.
Der dreifache Le-Mans-Sieger Luigi Chinetti rollte drei 340 America an den Start. Einen teilte sich Chinetti, der inzwischen die US-amerikanische Staatsbürgerschaft angenommen hatte, mit Jean Lucas. Den zweiten Spyder vertraute er zwei Franzosen an. Pierre Louis-Dreyfus und René Dreyfus teilten sich nicht nur den Rennwagen, sondern hatten auch den Nachnamen gemeinsam. Die in ihrem Heimatland sehr populären Rennfahrer, die schon in den 1930er-Jahren in Le Mans Erfolge feiern konnten, waren aber nicht verwandt. Pierre Louis-Dreyfus hatte das Rennen 1935 nur durch einen Fehler seiner Boxenmannschaft verloren. Im dritten saß mit André Simon ein weiterer Franzose.
Der sechste Ferrari, auch ein 340 America Spyder, wurde von der Ecurie Rosier gemeldet und vom Gesamtsieger des 1950er-Rennens, Louis Rosier, und dessen Landsmann Maurice Trintignant gefahren.

### Talbot, Aston Martin, Jaguar und Cunningham
Die Talbots wurden allesamt privat gemeldet und von jedem Team mit unterschiedlicher Karosserie und Technik ausgestattet. So hatte der TS26GS von Pierre Levegh und René Marchand eine Spyder-Karosserie und einen 4,5-Liter-6-Zylinder-Motor. Der T26 von André Morel und André Chambas hatte einen 6-Zylinder-Kompressormotor.
Auch der Constantin C, dessen Basis ein Peugeot 203 war, wurde von diesem Motortyp angetrieben. Die Werks-Jaguar-C-Type bekamen eine aerodynamisch verbesserte Frontpartie und die neuen Aston Martin DB3 konstruierte der Auto-Union-Designer der 1930er-Jahre, Robert Eberan von Eberhorst.
Briggs Cunningham brachte drei C4-R nach Le Mans. Frontmotor-Rennwagen mit 5,5-Liter-Chrysler-V8-Motoren.

### Die Solofahrt von Pierre Levegh
Vom Start weg ging Alberto Ascari in Führung und hielt diese bis zum Kupplungsschaden nach drei Stunden Renndauer. Zum Erstaunen der Zuschauer und der Rennleitung – die zuerst an einen Fehler in den Zeitentabellen glaubte – lag danach der kleine 2,3-Liter-Gordini von Jean Behra und Robert Manzon an der Spitze. Bis knapp vor Halbzeit konnten Behra und Manzon die Führung behaupten, dann stoppte das Duo ein Bremsdefekt. Zu diesem Zeitpunkt waren alle Werks-Jaguars und zwei Cunninghams durch technische Defekte ausgefallen. Von den Ferraris war nur mehr der Simon-Wagen im Rennen, und auch Mercedes hatte schon einen 300 SL nach einem Schaden an der Elektrik verloren.
Nach dem Ausfall von Behra übernahm Pierre Levegh den ersten Platz der Gesamtwertung. Was darauf folgte, ging als eine der größten fahrerischen Leistungen in die Geschichte von Le Mans ein. Zum Zeitpunkt des Führungswechsels saß Levegh bereits seit mehr als 12 Stunden ununterbrochen im Fahrzeug und sollte das Cockpit auch bis zum Ausfall nicht räumen. Warum Levegh seinen Partner Marchand nie ans Steuer ließ, ist bis heute unklar geblieben. Bei jedem Boxenstopp stand dieser zum Fahrerwechsel bereit, aber Levegh fuhr immer unbeirrt weiter. Vermutet wird, dass Levegh befürchtet hatte, der unerfahrene Marchand könnte den schon angeschlagenen Motor überdrehen.
Letztlich führte aber ein Motorschaden zum Ausfall, eine Stunde und 10 Minuten vor dem Rennende. Als Levegh in der Mulsanne ausrollte, brach auf den Tribünen Entsetzen aus. Die größtenteils französischen Zuschauer hatten fest mit einem Sieg Leveghs gerechnet, der zum Zeitpunkt des Ausfalls unglaubliche sieben Runden Vorsprung auf die beiden verbliebenen Mercedes-Benz hatte. Dass Levegh vor Müdigkeit eingeschlafen war, stellte sich jedoch rasch als Gerücht aus. Als nach 24 Stunden die Werks-Mercedes als Sieger abgewinkt wurden, herrschte auf den Haupttribünen Totenstille. Selten davor und danach gab es für den Sieger so wenig Akklamation durch das Publikum. Auch in der Presse war der Mercedes-Sieg sehr unpopulär.
Der Sieg von Hermann Lang und Fritz Riess ist bis heute nicht nur der einzige Gesamtsieg von Mercedes in Le Mans, sondern markiert auch den ersten Erfolg für einen geschlossenen Sportwagen bei diesem Rennen.

## Ergebnisse

### Piloten nach Nationen
| 55 Franzosen   | 29 Briten | 11 US-Amerikaner | 9 Italiener | 8 Deutsche |
| 2 Niederländer |           |                  |             |            |

### Schlussklassement
| Pos.            | Klasse | Nr. | Team                            | Fahrer                                                  | Chassis                            | Motor                            | Reifen | Runden |
| --------------- | ------ | --- | ------------------------------- | ------------------------------------------------------- | ---------------------------------- | -------------------------------- | ------ | ------ |
| 1               | S 3.0  | 21  | Daimler-Benz A.G.               | Hermann Lang Fritz Riess                                | Mercedes-Benz 300 SL               | Mercedes-Benz 3.0L I6            | C      | 277    |
| 2               | S 3.0  | 20  | Daimler-Benz A.G.               | Theo Helfrich Helmut Niedermayr                         | Mercedes-Benz 300 SL               | Mercedes-Benz 3.0L I6            | E      | 276    |
| 3               | S 5.0  | 10  | Donald Healey Motor Company     | Leslie Johnson Tommy Wisdom                             | Nash-Healey Competition Roadster X | Nash 4.1L I6                     | D      | 262    |
| 4               | S 8.0  | 1   | Briggs Cunningham               | Briggs Cunningham Bill Spear                            | Cunningham C4-R                    | Chrysler 5.5L V8                 | F      | 252    |
| 5               | S 5.0  | 14  | Luigi Chinetti                  | André Simon Lucien Vincent                              | Ferrari 340 America Berlinetta     | Ferrari 4.1L V12                 | D      | 250    |
| 6               | S 2.0  | 39  | Scuderia Lancia                 | Luigi Valenzano Umberto Castiglioni                     | Lancia Aurelia B20                 | Lancia 2.0L V6                   | M      | 248    |
| 7               | S 3.0  | 32  | Peter C. T. Clark               | Peter Clark Mike Keen                                   | Aston Martin DB2                   | Aston Martin 2.6L I6             | D      | 248    |
| 8               | S 2.0  | 40  | Scuderia Lancia                 | Felice Bonetto Enrico Anselmi                           | Lancia Aurelia B20                 | Lancia 2.0L V6                   | M      | 247    |
| 9               | S S/C  | 6   | André Chambas                   | André Morel André Chambas                               | Talbot-Lago T26 GS Compressor      | Talbot-Lago 4.5L Supercharged I6 | D      | 235    |
| 10              | S 2.0  | 42  | M.P. Trevelyan                  | Rodney F. Peacock Gerry A. Ruddock                      | Frazer Nash Le Mans Mk.II          | Bristol 2.0L I6                  | D      | 225    |
| 11              | S 1.1  | 50  | Porsche KG                      | Auguste Veuillet Edmond Mouche                          | Porsche 356/4                      | Porsche 1.1L Flat-4              | D      | 220    |
| 12              | S 1.1  | 52  | Automobiles Panhard et Levassor | Charles Plantivaux Robert Chancel                       | Panhard Dyna X86 Coupe             | Panhard 0.9L Flat-2              | D      | 217    |
| 13              | S 1.5  | 45  | Marcel Becquart                 | Marcel Becquart Gordon Wilkins                          | Jowett Jupiter R1                  | Jowett 1.5L Flat-4               | D      | 210    |
| 14              | S 750  | 60  | Ets. Monopole                   | Jean Hémard Eugène Dussous                              | Monopole X84                       | Panhard 0.6L Flat-2              | D      | 208    |
| 15              | S 750  | 68  | Renault                         | Ernest de Regibus Marius Porta                          | Renault 4CV                        | Renault 0.7L I4                  | M      | 195    |
| 16              | S 750  | 61  | Raymond Gaillard                | Raymond Gaillard Pierre Chancel                         | Panhard Dyna X84 Sport             | Panhard 0.6L Flat-2              | D      | 186    |
| 17              | S 750  | 67  | Renault                         | Jean Rédélé Guy Lapchin                                 | Renault 4CV                        | Renault 0.7L I4                  | M      | 178    |
| Disqualifiziert |        |     |                                 |                                                         |                                    |                                  |        |        |
| 18              | S 1.5  | 47  | Auguste Lachaize                | Eugène Martin Auguste Lachaize                          | Porsche 356/4                      | Porsche 1.5L Flat-4              | D      | 191    |
| 19              | S 5.0  | 12  | Luigi Chinetti                  | Luigi Chinetti Jean Lucas                               | Ferrari 340 America B              | Ferrari 4.1L V12                 | D      | 133    |
| Ausgefallen     |        |     |                                 |                                                         |                                    |                                  |        |        |
| 20              | S 5.0  | 8   | Pierre Levegh                   | Pierre Levegh René Marchand                             | Talbot-Lago T26 GS Spider          | Talbot-Lago 4.5L I6              | D      | 266    |
| 21              | S 2.0  | 41  | Automobiles Frazer Nash Ltd.    | Richard Stoop Peter Wilson                              | Frazer Nash Mille Miglia           | Bristol 2.0L I6                  | D      | 248    |
| 22              | S 3.0  | 25  | Aston Martin Ltd.               | Lance Macklin Peter Collins                             | Aston Martin DB3                   | Aston Martin 2.6L I6             | D      | 230    |
| 23              | S 5.0  | 65  | Eugène Chaboud                  | Eugène Chaboud Charles Pozzi                            | Talbot-Lago T26GS                  | Talbot-Lago 4.5L I6              | D      | 229    |
| 24              | S 1.5  | 48  | Automobili O.S.C.A.             | Mario Damonte François Lacour                           | Osca MT-4 1300 Coupe Vignale       | Osca 1.3L I4                     | D      | 170    |
| 25              | S 1.5  | 46  | Jowett Cars Ltd.                | Bert Hadley Tommy Wise                                  | Jowett Jupiter R1                  | Jowett 1.5L Flat-4               | D      | 150    |
| 26              | S 8.0  | 4   | S.H. Allard                     | Sydney Allard Jack Fairman                              | Allard J2X                         | Cadillac 5.4L V8                 | D      | 147    |
| 27              | S 3.0  | 34  | Automobiles Gordini             | Jean Behra Robert Manzon                                | Gordini T15S                       | Gordini 2.3L I6                  | E      | 136    |
| 28              | S 8.0  | 5   | S.H. Allard                     | Frank Curtis Zora Arkus-Duntov                          | Allard J2X                         | Cadillac 5.4L V8                 | D      | 135    |
| 29              | S 5.0  | 9   | Pierre Meyrat                   | Pierre Meyrat Guy Mairesse                              | Talbot-Lago T26GS                  | Talbot-Lago 4.5L I6              | D      | 121    |
| 30              | S 3.0  | 31  | N.H. Mann                       | Nigel Mann Mortimer Morris-Goodall                      | Aston Martin DB2                   | Aston Martin 2.6L I6             | D      | 118    |
| 31              | S S/C  | 43  | Alexandre Constantin            | Alexandre Constantin Jacques Poch                       | Constantin C                       | Peugeot 1.3L Supercharged I4     | E      | 117    |
| 32              | S 750  | 56  | Just-Émile Vernet               | Just-Émile Vernet Jean Pairard                          | Renault 4CV                        | Renault 0.7L I4                  | M      | 111    |
| 33              | S 3.0  | 22  | Daimler-Benz A.G.               | Karl Kling Hans Klenk                                   | Mercedes-Benz 300 SL               | Mercedes-Benz 3.0L I6            | E      | 94     |
| 34              | S 3.0  | 33  | Charles Moran                   | Charles Moran Franco Cornacchia                         | Ferrari 212MM Coupe                | Ferrari 2.6L V12                 | P      | 83     |
| 35              | S 3.0  | 30  | Scuderia Ferrari                | Pierre Boncompagni Tom Cole                             | Ferrari 225S Berlinetta            | Ferrari 2.7L V12                 | P      | 77     |
| 36              | S 1.5  | 64  | Maurice Gatsonides              | Maurice Gatsonides Hugo van Zuylen Nijeveldt            | Jowett Jupiter R1                  | Jowett 1.5L Flat-4               | D      | 69     |
| 37              | S 750  | 59  | Automobiles Panhard et Levassor | Jacques Savoye Raymond Lienard                          | Panhard Dyna X84 Sport             | Panhard 0.6L Flat-2              | D      | 68     |
| 38              | S 8.0  | 2   | Briggs Cunningham               | Phil Walters Duane Carter                               | Cunningham C4-RK Coupe             | Chrysler 5.5L V8                 | F      | 66     |
| 39              | S 1.1  | 51  | Porsche KG                      | Huschke von Hanstein Petermax Müller                    | Porsche 356/4                      | Porsche 1.1L Flat-4              | D      | 61     |
| 40              | S 750  | 54  | Renault                         | Louis Pons Paul Moser                                   | Renault 4CV                        | Renault 0.7L I4                  | M      | 60     |
| 41              | S 5.0  | 15  | Ecurie Rosier                   | Louis Rosier Maurice Trintignant                        | Ferrari 340 America Spyder         | Ferrari 4.1L V12                 | D      | 57     |
| 42              | S 8.0  | 3   | Briggs Cunningham               | John Fitch George Rice                                  | Cunningham C4-R                    | Chrysler 5.5L V8                 | F      | 54     |
| 43              | S 5.0  | 16  | Luigi Chinetti                  | Pierre Louis-Dreyfus René Dreyfus                       | Ferrari 340 America Barchetta      | Ferrari 4.1L V12                 | D      | 41     |
| 44              | S 3.0  | 26  | Aston Martin Ltd.               | Dennis Poore Pat Griffith                               | Aston Martin DB3                   | Aston Martin 2.6L I6             | D      | 32     |
| 45              | S 5.0  | 18  | Jaguar Ltd.                     | Tony Rolt Duncan Hamilton                               | Jaguar C-Type                      | Jaguar 3.5L I6                   | D      | 29     |
| 46              | S 750  | 57  | Automobiles Deutsch et Bonnet   | René Bonnet Élie Bayol                                  | DB                                 | Panhard 0.7L Flat-2              | D      | 28     |
| 47              | S 750  | 58  | Automobiles Deutsch et Bonnet   | Jean-Paul Colas Robert Schollemann                      | DB Coupe                           | Panhard 0.7L Flat-2              | D      | 27     |
| 48              | S 1.5  | 44  | Automobiles Gordini             | Roger Loyer Charles de Clareur                          | Gordini T15S                       | Gordini 1.5L I4                  | E      | 26     |
| 49              | S 5.0  | 17  | Jaguar Ltd.                     | Stirling Moss Peter Walker                              | Jaguar C-Type                      | Jaguar 3.5L I6                   | D      | 25     |
| 50              | S 3.0  | 62  | Scuderia Ferrari                | Alberto Ascari Luigi Villoresi                          | Ferrari 250S Berlinetta            | Ferrari 3.0L V12                 | P      | 18     |
| 51              | S 5.0  | 19  | Jaguar Ltd.                     | Peter Whitehead Ian Stewart                             | Jaguar C-Type                      | Jaguar 3.5L I6                   | D      | 18     |
| 52              | S 5.0  | 11  | Donald Healey                   | Pierre Veyron Yves Giraud-Cabantous                     | Nash-Healey                        | Nash 4.1L I6                     | D      | 16     |
| 53              | S 3.0  | 35  | Robert Lawrie                   | Robert Lawrie John Isherwood                            | Morgan Plus 4                      | Standard 2.1L I4                 | D      | 14     |
| 54              | S 3.0  | 27  | Aston Martin Ltd.               | Reginald Parnell Eric Thompson                          | Aston Martin DB3                   | Aston Martin 2.6L I6             | D      | 11     |
| 55              | S 750  | 55  | Jacques Lecat                   | Jacques Lecat Henri Senfftleben                         | Renault 4CV                        | Renault 0.7L I4                  | D      | 8      |
| 56              | S 1.1  | 49  | Norbert-Jean Mahé               | José Scaron Norbert-Jean Mahé                           | Simca-Gordini TMM                  | Gordini 1.1L I4                  | D      | 4      |
| 57              | S 750  | 53  | Renault                         | Yves Lesur André Briat                                  | Renault 4CV                        | Renault 0.7L I4                  | M      | 3      |
| Nicht gestartet |        |     |                                 |                                                         |                                    |                                  |        |        |
| 58              | S 5.0  | 7   | Ecurie Rosier                   | Louis Rosier Jean Estager                               | Ferrari 340 America Spyder         |                                  | D      | 1      |
| Reserve         |        |     |                                 |                                                         |                                    |                                  |        |        |
| 59              | S 3.0  |     | Pegaso                          | Salvador Fabregas Jesús Ricardo Iglesias                | Pegaso Z102                        |                                  |        | 2      |
| 58              | S 3.0  |     | Pegaso                          | Joaquin Palacio Pover Juan Jover                        | Pegaso Z102                        |                                  |        | 3      |
| 59              | S 3.0  |     | Pegaso                          | Franciso Bulto Font                                     | Pegaso Z102                        |                                  |        | 4      |
| 60              | S 750  |     | Renault                         | -                                                       | Renault 4CV                        | Renault 0.7L I4                  |        | 5      |
| 61              | S 750  |     | Renault                         | - -                                                     | Renault 4 CV                       | Renault 0.7L I4                  |        | 6      |
| zurückgezogen   |        |     |                                 |                                                         |                                    |                                  |        |        |
| 62              | S 5.0  |     | SpA Alfa Romeo                  | Juan Manuel Fangio José Froilán González Franco Cortese | Alfa Romeo Disco Volante           |                                  |        | 7      |
| 63              |        |     | Siata                           | - -                                                     |                                    |                                  |        | 8      |

1 Zylinderkopf defekt
2 Reserve
3 Reserve
4 Reserve
5 Reserve
6 Reserve
7 zurückgezogen
8 zurückgezogen

### Nur in der Meldeliste
Hier finden sich Teams, Fahrer und Fahrzeuge die ursprünglich für das Rennen gemeldet waren, aber aus den unterschiedlichsten Gründen daran nicht teilnahmen.
| Pos. | Klasse | Nr. | Team              | Fahrer                               | Chassis               | Motor | Reifen |
| ---- | ------ | --- | ----------------- | ------------------------------------ | --------------------- | ----- | ------ |
| 64   |        |     | SpA Alfa Romeo    |                                      | Alfa Romeo 1900       |       |        |
| 65   |        |     | Aston Martin Ltd. |                                      | Aston Martin          |       |        |
| 66   |        |     | Scuderia Ferrari  | Giuseppe Farina Piero Taruffi        | Ferrari               |       |        |
| 67   |        |     |                   | Giovanni Lurani Ovidio Capelli       | Fiat                  |       |        |
| 68   |        |     | ACO               | Charles Faroux                       | Bentley R Continental |       |        |
| 69   |        |     |                   | Willy Daetwyler Toulo de Graffenried | Alfa Romeo            |       |        |

### Biennale-Cup-Rudge-Withworth
| Pos. | Nr. | Fahrer                          | Chassis                            | Koeffizient | Platzierung im Gesamtklassement |
| ---- | --- | ------------------------------- | ---------------------------------- | ----------- | ------------------------------- |
| 1    | 60  | Jean Hémard Eugène Dussous      | Monopole X84                       | 2.802,190   | Rang 14                         |
| 2    | 10  | Leslie Johnson Tommy Wisdom     | Nash-Healey Competition Roadster X | 3.534,030   | Rang 3                          |
| 3    | 50  | Auguste Veuillet Edmond Mouche  | Porsche 356/4                      | 2.955,410   | Rang 11                         |
| 4    | 61  | Raymond Gaillard Pierre Chancel | Panhard Dyna X84 Sport             | 2.508,340   | Rang 16                         |
| 5    | 32  | Peter Clark Mike Keen           | Aston Martin DB2                   | 3.335,780   | Rang 7                          |
| 6    | 14  | André Simon Lucien Vincent      | Ferrari 340 America Berlinetta     | 3.361,810   | Rang 5                          |
| 7    | 42  | Rodney Peacock Gerry Ruddock    | Frazer Nash Le Mans Mk.II          | 3.031,530   | Rang 10                         |
| 8    | 6   | André Morel André Chambas       | Talbot-Lago T26 GS Compressor      | 3.155,230   | Rang 9                          |
| 9    | 45  | Marcel Becquart Gordon Wilkins  | Jowett Jupiter R1                  | 2.818,900   | Rang 13                         |

### Index of Performance
| Pos. | Nr. | Fahrer                              | Chassis                            | Koeffizient | Platzierung im Gesamtklassement |
| ---- | --- | ----------------------------------- | ---------------------------------- | ----------- | ------------------------------- |
| 1    | 60  | Jean Hémard Eugène Dussous          | Monopole X84                       | 1.29500     | Rang 14                         |
| 2    | 21  | Herrmann Lang Fritz Riess           | Mercedes-Benz 300 SL               | 1.27400     | Gesamtsieg                      |
| 3    | 20  | Theo Helfrich Helmut Niedermayr     | Mercedes-Benz 300 SL               | 1.26900     | Rang 2                          |
| 4    | 52  | Charles Plantivaux Robert Chancel   | Panhard Dyna X86 Coupe             | 1.22200     | Rang 12                         |
| 5    | 39  | Luigi Valenzano Umberto Castiglioni | Lancia Aurelia B20                 | 1.19300     | Rang 6                          |
| 6    | 40  | Felice Bonetto Enrico Anselmi       | Lancia Aurelia B20                 | 1.18500     | Rang 8                          |
| 7    | 10  | Leslie Johnson Tommy Wisdom         | Nash-Healey Competition Roadster X | 1.17800     | Rang 3                          |
| 8    | 50  | Auguste Veuillet Edmond Mouche      | Porsche 356/4                      | 1.17000     | Rang 11                         |
| 9    | 61  | Raymond Gaillard Pierre Chancel     | Panhard Dyna X84 Sport             | 1.16000     | Rang 16                         |
| 10   | 32  | Peter Clark Mike Keen               | Aston Martin DB2                   | 1.15700     | Rang 7                          |
| 11   | 68  | Ernest de Regibus Marius Porta      | Renault 4CV                        | 1.14300     | Rang 15                         |
| 12   | 1   | Briggs Cunningham Bill Spear        | Cunningham C4-R                    | 1.13300     | Rang 4                          |
| 13   | 14  | André Simon Lucien Vincent          | Ferrari 340 America Berlinetta     | 1.12100     | Rang 5                          |
| 14   | 42  | Rodney Peacock Gerry Ruddock        | Frazer Nash Le Mans Mk.II          | 1.07900     | Rang 10                         |
| 15   | 6   | André Morel André Chambas           | Talbot-Lago T26 GS Compressor      | 1.05200     | Rang 9                          |
| 16   | 45  | Marcel Becquart Gordon Wilkins      | Jowett Jupiter R1                  | 1.05100     | Rang 13                         |
| 17   | 67  | Jean Rédélé Guy Lapchin             | Renault 4CV                        | 1.03800     | Rang 17                         |

### Klassensieger
| Klasse                                       | Fahrer            | Fahrer              | Fahrzeug             | Platzierung im Gesamtklassement |
| -------------------------------------------- | ----------------- | ------------------- | -------------------- | ------------------------------- |
| Index of Performance – 6. Annual Cup des ACO | Eugene Dussous    | Jean Hémard         | Monopole X84         | Rang 14                         |
| 18. Biennale Cup                             | Eugene Dussous    | Jean Hémard         | Monopole X84         | Rang 14                         |
| 5001–8000 cm³                                | Briggs Cunningham | Bill Spear          | Cunningham C4-R      | Rang 4                          |
| 3001–5000 cm³                                | Leslie Johnson    | Tommy Wisdom        | Nash-Healey 4 Litre  | Rang 3                          |
| 2001–3000 cm³                                | Hermann Lang      | Fritz Riess         | Mercedes-Benz 300 SL | Gesamtsieg                      |
| 1501–2000 cm³                                | Luigi Valenzano   | Umberto Castiglioni | Lancia Aurelia B20   | Rang 6                          |
| 1101–1500 cm³                                | Marcel Becquart   | Gordon Wilkins      | Jowett Jupiter R1    | Rang 13                         |
| 751–1100 cm³                                 | Auguste Veuillet  | Eduard Mouche       | Porsche 356/4        | Rang 11                         |
| –750 cm³                                     | Eugene Dussous    | Jean Hémard         | Monopole X84         | Rang 14                         |

### Renndaten
- Gemeldet: 69
- Gestartet: 57
- Gewertet: 17
- Rennklassen: 9
- Zuschauer: 400.000
- Ehrenstarter des Rennens: Wilfred Andrews, Präsident des Royal Automobile Club of Great Britain
- Wetter am Rennwochenende: warm und trocken
- Streckenlänge: 13,492 km
- Fahrzeit des Siegerteams: 24:00:00,000 Stunden
- Gesamtrunden des Siegerteams: 277
- Gesamtdistanz des Siegerteams: 3733,800 km
- Siegerschnitt: 155,575 km/h
- Pole-Position: unbekannt
- Schnellste Rennrunde: Alberto Ascari – Ferrari 250S Berlinetta (#62) – 4.40.500 = 173,149 km/h
- Rennserie: zählte zu keiner Rennserie